# Étienne Allegrain
Pour les articles homonymes, voir Allegrain.
Étienne Allegrain (Paris, 19 mars 1645- Paris, 2 avril 1736) est un peintre et graveur français, considéré comme un des meilleurs peintres paysagistes à la fin du règne de Louis XIV.

## Biographie
Inspiré par Poussin, il privilégia l'évocation des ambiances et des atmosphères calmes accompagnées d'un profond jeu de lumière. Il est reçu à l'Académie royale de peinture le 4 décembre 1677.
Il est également graveur à l'eau-forte. Certains de ses paysages gravés ont été terminés au burin par Gérard Audran et vendus par ce dernier.
À sa mort, en 1736, à l'âge de 91 ou 92 ans, à son domicile, une cité d'artistes installée le long de la rue Meslay, sur l'emplacement des anciens remparts, il fut inhumé en l'église Saint-Nicolas-des-Champs de Paris, en présence de son fils et de ses deux petits-fils.
Il est le père de Gabriel Allegrain, aussi peintre, et grand-père de Christophe-Gabriel Allegrain, sculpteur, et arrière-grand-père de Gabriel Allegrain, sculpteur au port de Rochefort.

## Collections publiques

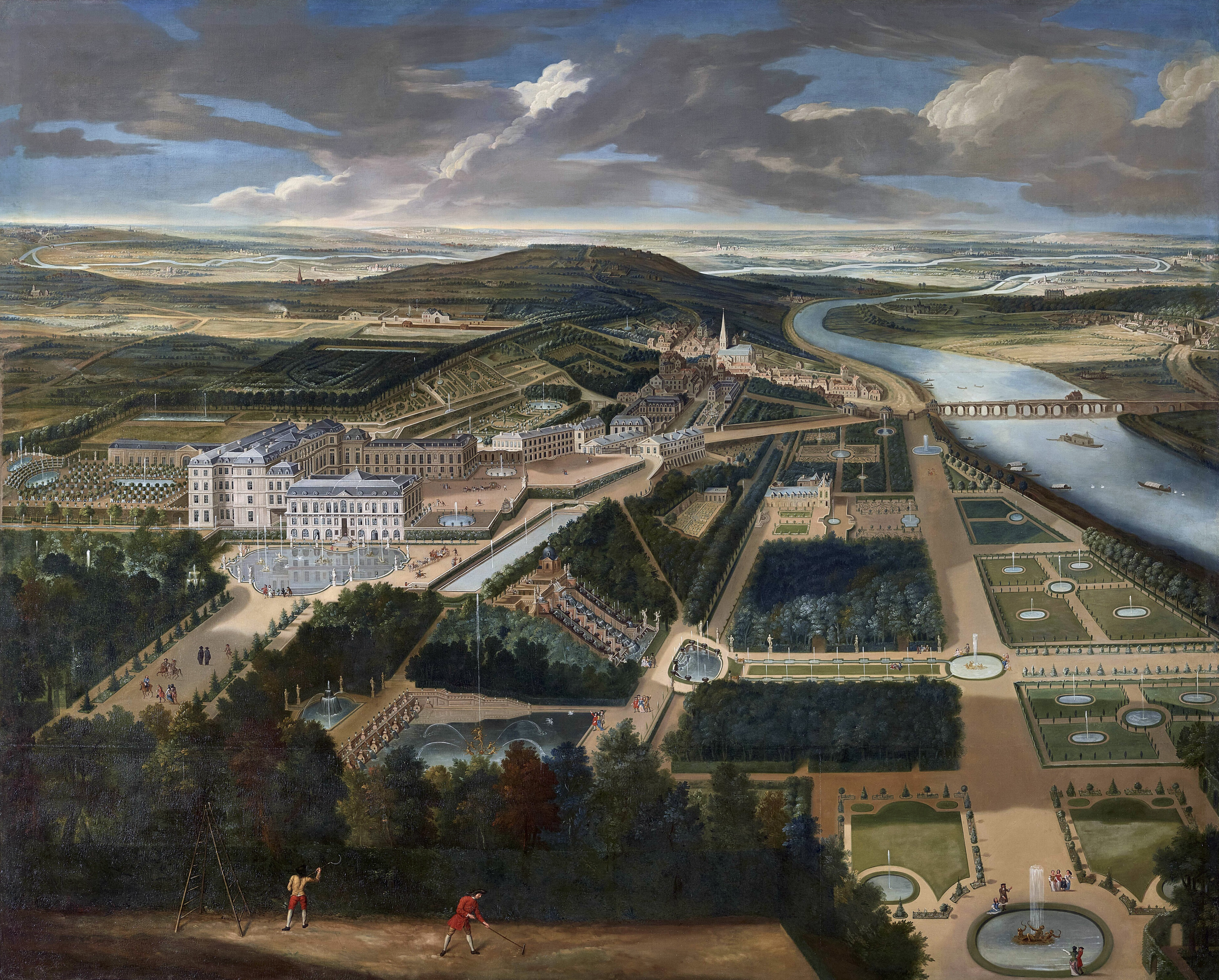
Saint-Cloud.

- Paysage, huile sur toile, 54.7 × 66 cm, Dijon, musée des beaux-arts de Dijon[4].
- Vue cavalière du château et du parc de Saint-Cloud, vers 1675, château de Versailles.
- Paysage antique, peinture huile sur toile, Musée de Vire Normandie
- Paysage à la charrette, 1695, huile sur toile, 68 x 56 cm, , musée des Beaux-Arts d’Orléans[5].
- Paysage au petit temple en ruine, huile sur toile, 63 x 97 cm, musée des Beaux-Arts de Caen[6].